# Ville-Haute
De Ville-Haute (Frans voor Bovenstad, Luxemburgs: Uewerstad, Duits: Oberstadt), is een stadsdeel van Luxemburg centraal binnen de stad. In de volksmond spreekt men van het centrum of Centre. In 2001 woonden er 2686 mensen in het stadsdeel.
De Ville-Haute bevat het oude stadscentrum en de vestingwerken (kazematten) die tot werelderfgoed zijn uitgeroepen. De verdedigingswerken zijn aan de noordwestzijde omgebouwd tot een parkgordel.
Een groot deel van het centrum is autovrij of eenrichtingsverkeer, maar er is op korte afstand van het centrum voldoende parkeergelegenheid in de vorm van parkeergarages en een groot open parkeerterrein, Place Glacis. Hier wordt ieder jaar de Schueberfouer (kermis) opgevoerd.
Verder bevat de Ville-Haute het Groothertogelijk Paleis, (luxe)winkels en horeca. Het hoofdbusstation (Hamilius) bevindt zich aan de rand van het centrum, met daarnaast het gemeentehuis. Ook veel staatsinstellingen zijn in de Ville-Haute gevestigd. De gerechtelijke instellingen zijn gevestigd in de Cité Judiciaire.
Beggen · Belair · Bonnevoie-Nord-Verlorenkost · Bonnevoie-Sud · Cents · Cessange · Clausen · Dommeldange · Eich · Gare · Gasperich · Grund · Hamm · Hollerich · Kirchberg · Limpertsberg · Merl · Muhlenbach · Neudorf-Weimershof · Pfaffenthal · Pulvermühl · Rollingergrund-Belair Nord · Ville-Haute (Bovenstad, centrum) · Weimerskirch
Stad Luxemburg: oude wijken en vestingwerken